# David Maraga
David Kenani Maraga, né le 12 janvier 1951 à Bonyamatuta, petit village situé dans l'actuel comté de Nyamira (Ouest du Kenya), est un homme politique kenyan. En tant que président (Chief Justice) de la Cour suprême (Supreme Court) et de la Commission justice (Judicial Service Commission) du 19 octobre 2016 au 20 mai 2021, il est plus haut magistrat judiciaire de son pays et, en tant que président de la Commission justice, il a aussi un pouvoir exécutif.

## Biographie
David Maraga est née à Bonyamatuta, comté de Nyamira, le 12 janvier 1951. Il fréquente l'école primaire Sironga DEB de 1961 à 1967 pour son certificat d'enseignement primaire (CPE), le lycée Maranda de 1968 à 1971 pour son certificat scolaire d'Afrique de l'Est (niveau O) et le lycée Kisii de 1972 à 1973 pour son diplôme d'Afrique de l'Est.
Il étudie le droit à l'université de Nairobi et obtient un baccalauréat en droit en 1977. Il est également titulaire d'un diplôme d'études supérieures décerné en 1978 par la Kenya School of Law. Il est admis au barreau du Kenya en octobre 1978.
Maraga obtient ensuite une maîtrise en droit de l'université de Nairobi en 2011. Il pratique la religion adventiste du septième jour.
Maraga est candidat à l'élection présidentielle de 2027.